# Littleville
Littleville est une municipalité américaine située dans le comté de Colbert en Alabama.
Selon le recensement de 2010, sa population est de 1 011 habitants. La municipalité s'étend sur 5,02 milles carrés (13 km2), dont 0,05 milles carrés (0,13 km2) d'étendues d'eau.
La localité est fondée vers 1885, lors de l'arrivée du chemin de fer. Elle se développe autour de la boutique du capitaine Little. La communauté se déplace en 1954 lors de l'arrivée de l'autoroute (U.S. Route 43). Littleville devient une municipalité deux ans plus tard, le 20 février 1956.

## Démographie
| 1960 | 1970 | 1980  | 1990 | 2000 | 2010  |
| ---- | ---- | ----- | ---- | ---- | ----- |
| 460  | 858  | 1 262 | 925  | 978  | 1 011 |